# American Hockey League 1959-1960
La stagione 1959-1960 è stata la 24ª edizione della American Hockey League, la più importante lega minore nordamericana di hockey su ghiaccio. Si giocò la settima edizione dell'AHL All-Star Game il 10 dicembre 1959 fra gli Springfield Indians e la selezione degli AHL All-Stars, sfida conclusa con il successo degli Indians per 8-3. La stagione vide al via sette formazioni e al termine dei playoff gli Springfield Indians conquistarono la loro prima Calder Cup sconfiggendo i Rochester Americans 4-1.

## Modifiche
- Si iscrissero alla AHL i Quebec Aces, prima franchigia canadese nella storia della lega proveniente dalla Quebec Hockey League.

## Stagione regolare

### Classifica
|  | Pos. | Squadra             | Pt | G  | V  | S  | N | GF  | GS  | DR   |
|  | ---- | ------------------- | -- | -- | -- | -- | - | --- | --- | ---- |
|  | 1.   | Springfield Indians | 92 | 72 | 43 | 23 | 6 | 280 | 219 | +61  |
|  | 2.   | Rochester Americans | 85 | 72 | 40 | 27 | 5 | 251 | 211 | +40  |
|  | 3.   | Providence Reds     | 78 | 72 | 38 | 32 | 2 | 251 | 237 | +14  |
|  | 4.   | Cleveland Barons    | 76 | 72 | 34 | 30 | 8 | 267 | 229 | +38  |
|  | 5.   | Buffalo Bisons      | 70 | 72 | 33 | 35 | 4 | 251 | 271 | -20  |
|  | 6.   | Hershey Bears       | 63 | 72 | 28 | 37 | 7 | 226 | 238 | -12  |
|  | 7.   | Quebec Aces         | 40 | 72 | 19 | 51 | 2 | 178 | 333 | -155 |

Legenda:

      Ammesse ai Playoff
Note:

Due punti a vittoria, un punto a pareggio, zero a sconfitta.

### Statistiche
Classifica marcatori
| Giocatore       | Squadra             | PG | Gol | Assist | Punti |
| --------------- | ------------------- | -- | --- | ------ | ----- |
| Fred Glover     | Cleveland Barons    | 72 | 38  | 69     | 107   |
| Bill Sweeney    | Springfield Indians | 67 | 37  | 59     | 96    |
| Floyd Smith     | Springfield Indians | 71 | 31  | 51     | 82    |
| Stan Baluik     | Providence Reds     | 65 | 23  | 57     | 80    |
| Willie Marshall | Hershey Bears       | 72 | 38  | 40     | 78    |
| Larry Wilson    | Buffalo Bisons      | 64 | 33  | 45     | 78    |
| Dick Gamble     | Rochester Americans | 72 | 27  | 50     | 77    |
| Stan Smrke      | Buffalo Bisons      | 67 | 40  | 36     | 76    |
| Bruce Cline     | Springfield Indians | 70 | 25  | 50     | 75    |
| Bob Nevin       | Rochester Americans | 71 | 32  | 42     | 74    |
|                 |                     |    |     |        |       |

Classifica portieri
| Giocatore       | Squadra             | PG | MGS  |  |
| --------------- | ------------------- | -- | ---- |  |
| Ed Chadwick     | Rochester Americans | 67 | 2.75 |  |
| Gilles Boisvert | Cleveland Barons    | 24 | 2.79 |  |
| Gilles Mayer    | Cleveland Barons    | 41 | 3.07 |  |
| Bob Perreault   | Hershey Bears       | 66 | 3.11 |  |
| Marcel Paille   | Springfield Indians | 57 | 3.21 |  |
|                 |                     |    |      |  |

## Playoff
|  | Semifinali | Semifinali          | Semifinali |                     |   | Calder Cup          | Calder Cup | Calder Cup |  |
|  |            |                     |            |                     |   |                     |            |            |  |
|  | 1          | Springfield Indians | 4          |                     |   |                     |            |            |  |
|  | 1          | Springfield Indians | 4          |                     |   |                     |            |            |  |
|  | 3          | Providence Reds     | 1          |                     |   |                     |            |            |  |
|  | 3          | Providence Reds     | 1          |                     | 1 | Springfield Indians | 4          |            |  |
|  |            |                     |            |                     | 1 | Springfield Indians | 4          |            |  |
|  |            |                     | 2          | Rochester Americans | 1 |                     |            |            |  |
|  | 2          | Rochester Americans | 2          | Rochester Americans | 1 | 4                   |            |            |  |
|  | 2          | Rochester Americans |            |                     |   |                     |            |            |  |
|  | 4          | Cleveland Barons    | 3          |                     |   |                     |            |            |  |

## Premi AHL
- Calder Cup: Springfield Indians
- F. G. "Teddy" Oke Trophy: Springfield Indians
- Dudley "Red" Garrett Memorial Award: Stan Baluik (Providence Reds)
- Eddie Shore Award: Larry Hillman (Providence Reds)
- Harry "Hap" Holmes Memorial Award: Ed Chadwick (Rochester Americans)
- John B. Sollenberger Trophy: Fred Glover (Cleveland Barons)
- Les Cunningham Award: Fred Glover (Cleveland Barons)

### Vincitori
| Springfield Indians | Portiere: Marcel Paille Difensori: Don Cherry, Ian Cushenan, Kent Douglas, Ted Harris, Bob McCord, Noel Price Attaccanti: Jim Anderson, Jim Bartlett, Bruce Cline, Gerry Foley, Brian Kilrea, Parker MacDonald, Bill McCreary, Dennis Olson, Harry Pidhirny, Floyd Smith, Bill Sweeney Allenatore: Pat Egan |

### AHL All-Star Team
First All-Star Team
- Attaccanti: Stan Smrke • Bill Sweeney • Fred Glover
- Difensori: Steve Kraftcheck • Larry Hillman
- Portiere: Ed Chadwick

Second All-Star Team
- Attaccanti: Parker MacDonald • Larry Wilson • Floyd Smith
- Difensori: Gus Mortson • Bob McCord
- Portiere: Marcel Paille